# 咸台永
咸 台永（ハム・テヨン、同治11年2月17日（1872年3月25日） - 1964年10月24日）は、韓国の独立運動家、牧師、政治家、大韓帝国の法官。韓国第3代副統領（副大統領）、第2代審計院長である。本貫は江陵咸氏。号は松岩。

## 生涯
全羅道金堤郡（現在の全北特別自治道金堤市）に生まれ、父咸遇澤は通政大夫を務めた。青年期に検事を志した。
リベラリストとして信望が厚く、ソウル裁判所の検事をしていた際に独立協会事件を担当し、被告である李商在の無罪を主張した。
韓国併合後はキリスト教を信奉し、洗礼を受けた。三・一独立運動の際、民族代表33人の中の1人として活躍したが逮捕され、懲役3年の判決を受け入獄、これにより従六位を失位した。出獄後に平壌神学校を卒業し、長老派教会の牧師となって、聖職者として歩み、解放後は政界・教育界を活躍の場とした。キリスト教精神が常に心の奥にあったといわれている。
その後、第2代審計院長（1949年-1952年）、1951年韓国神大学校の学長に就任し、1952年には第3代副統領に就任した。1962年に大韓民国の建国者功労者賞を受賞した。1964年に死去し、葬儀は国民葬が行われた。

## 親族
息子の咸秉春は、1983年に大統領秘書室長として全斗煥大統領の外遊に同行した際、ラングーン事件に巻き込まれて死亡している。
元農林部長官の咸仁燮は孫。

## 参考資料
- 木村誠・吉田光男・趙景達・馬渕貞利編集「朝鮮人物辞典」（1995年、大和書房）